# Старотябердинское сельское поселение
Старотябердинское сельское поселение — муниципальное образование в Кайбицком районе Татарстана.
Образовано в соответствии с законом Республики Татарстан от 31 января 2005 г. № 25-ЗРТ «Об установлении границ территорий и статусе муниципального образования „Кайбицкий муниципальный район и муниципальных образований в его составе“ (с изменениями от 29 декабря 2008 г.)».
Адрес администрации: 422337, Республика Татарстан, Кайбицкий район, село Старое Тябердино.
Старотябердинское сельское поселение граничит с Молькеевским, Чутеевским сельскими поселениями и Чувашской Республикой.

## Населённые пункты
В состав поселения входит 3 населённых пункта:
- село Старое Тябердино — административный центр
- село Янсуринское
- деревня Камылово

## Население
| 2010 | 2011 | 2012 | 2013 | 2014 | 2015 | 2016 |
| ---- | ---- | ---- | ---- | ---- | ---- | ---- |
| 851  | ↘849 | ↘830 | ↘808 | ↘804 | ↘789 | ↘777 |
| 2017 | 2018 |      |      |      |      |      |
| ↘772 | ↘763 |      |      |      |      |      |